# Francisca Lucia von Korff zu Harkotten und Störmede

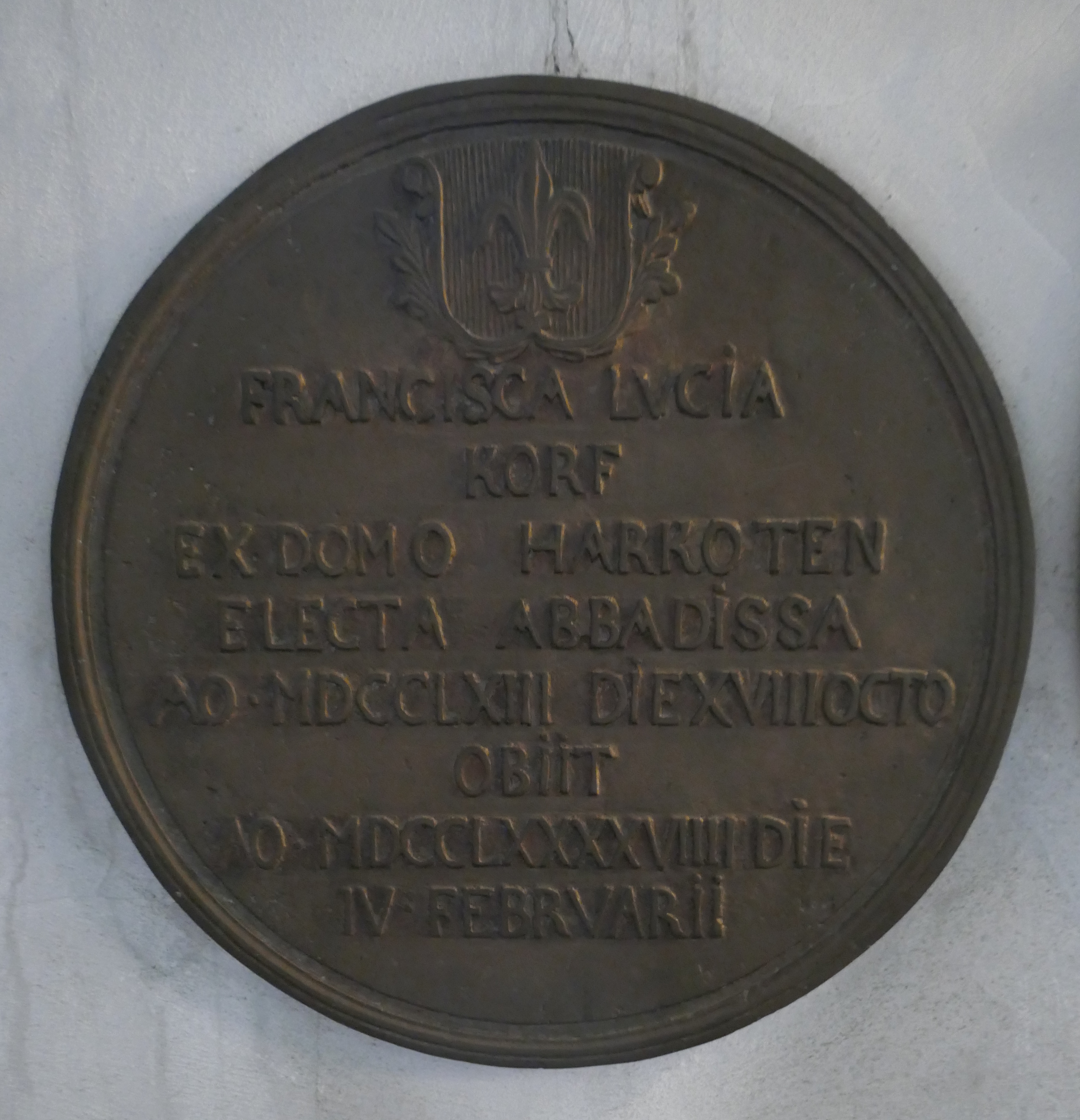
Grabdenkmal in der Stiftskirche

Francisca Lucia von Korff zu Harkotten und Störmede (* 1722; † 4. Februar 1799) war Äbtissin im Stift Freckenhorst.

## Leben

### Herkunft und Familie
Francisca Lucia wuchs als Tochter des Wilhelm Friedrich Anton von Korff zu Harkotten (* 1688, † 1727) und seiner Gattin Katharina Bernhardina Francisca von Westphalen in einer westfälischen Adelsfamilie auf. Nach dem frühen Tod des Vaters heiratete ihre Mutter im Jahre 1731 Alexander Dietrich Anton von Ketteler zu Harkotten. Ihre ältere Schwester Bernhardine ging 1748 mit Goswin Lubbert von Ketteler zu Harkotten, Sohn ihres Stiefvaters, die Ehe ein. Deren Tochter Anna Franziska war ihre Nachfolgerin als Äbtissin in Freckenhorst.
Zudem war Francisca Lucia eine Cousine von Karl Moritz von Korff zu Harkotten (1739–1789), dem Vater des Friedrich Anton Johann Nepomuk von Korff (1775–1836).

### Werdegang und Wirken
Nach dem Verzicht der Marianne von Donop kam Francisca Lucia am 5. März 1729 in den Besitz einer Präbende. Am 18. Oktober 1763 wurde sie einstimmig zur Äbtissin gewählt. Die Bestätigung durch den Ordinarius kam zehn Tage später. Ihre Amtszeit war gezeichnet durch zerrüttete Finanzverhältnisse. So verzichtete sie auf die sonst übliche feierliche Einfahrt. Sie unterwarf sich einem Sparzwang und setzte keine freiwerdenden Präbenden mehr aus. Zuletzt waren vier Pfründen eingespart. Sie verkaufte Immobilien und vom Erlös schenkte sie dem Damenkapitel 5000 Reichstaler. Diese Summe wurde eingesetzt für die Abfindung an den Erbkämmerer von Galen, dem aus einem Prozess 21.000 Reichstaler zustanden. 1793 bot Francisca Lucia 22 geflüchteten französischen Priestern Schutz in ihrem Kloster und übernahm die Kosten für die Bewirtung. Zwei Jahre später war sie damit beschäftigt, das Stiftsarchiv vor dem heranrückenden französischen Heer zu retten. Sie machte der Kirche zahlreiche sakrale Geschenke und errichtete Stiftungen. Ihre Amtsführung zeigte eine neue Vertiefung des geistlichen Lebens, die in den letzten Jahrhunderten doch vermisst wurde.

### Sonstiges
Während der Zeit von Francisca Lucia war eine ihrer Stiftsdamen Therese Louise von Haxthausen, die Mutter der Dichterin Annette von Droste-Hülshoff, die sich durch Wohltätigkeit auszeichnete und ebenfalls 1793 in Burg Hülshoff einer durch die Französische Revolution vertriebenen Emigrantenfamilie Asyl gewährte.